# خليل أبل
خليل أبل (1965 -)، نائب سابق في مجلس الأمة الكويتي.

## سيرته
خليل أبل من مواليد 1965 حاصل على الدكتوراه في هندسة البرامج وعمل سابقًا في هيئة التدريس في كلية العلوم جامعة الكويت ومستشار نظم المعلومات، وعضو جمعية المهندسين الكويتية، وحاز عضوية مجلس الامة ديسمبر 2012 المُبطل بحكم المحكمة الدستورية وعضوية مجلسي 2013 و2016.

## أبرز مواقفه في مجلس الأمة
| الكتل                                                    | التحالف الاسلامي الوطني             |
| اللجان                                                   | لجنة شؤون التعليم والثقافة والإرشاد |
| استجواب الوزيرة هند الصبيح (يناير 2018)                  | ممتنع                               |
| استجواب الوزير بخيت الرشيدي (2018)                       | مع الاستجواب                        |
| استجواب الوزيرة هند الصبيح (مايو 2018)                   | مع الاستجواب                        |
| استجواب الوزير خالد الروضان (2019)                       | ضد الاستجواب                        |
| استجواب الوزير محمد الجبري (2019)                        | ضد الاستجواب                        |
| استجواب الوزير نايف الحجرف (2019)                        | مع الاستجواب                        |
| استجواب الوزير براك الشيتان (2020)                       | ضد الاستجواب                        |
| استجواب الوزير أنس الصالح (أغسطس 2020)                   | ضد الاستجواب                        |
| استجواب الوزير سعود هلال الحربي (أغسطس 2020)             | مع الاستجواب                        |
| استجواب الوزير سعود هلال الحربي (سبتمبر 2020)            | مع الاستجواب                        |
| استجواب الوزير أنس الصالح (سبتمبر 2020)                  | ضد الاستجواب                        |
| تصويت فتح باب ما يستجد من أعمال (تعديل النظام الانتخابي) | غير موافق                           |